# Coupe de Luxembourg 2010-2011
La Coppa di Lussemburgo 2010-2011 è la 89ª edizione del torneo. La competizione è iniziata il 2 settembre 2009 ed è terminata il 29 maggio 2010. Il Differdange 03 ha vinto la coppa per la prima volta.

## Calendario
| Turno        | Data              | Sadi | Nuove squadre |
| ------------ | ----------------- | ---- | ------------- |
| Primo turno  | 29 agosto 2010    | 18   | 36            |
| Primo turno  | 5 settembre 2010  | 16   | 14            |
| Terzo turno  | 10 ottobre 2010   | 22   | 28            |
| Quarto turno | 7 novembre 2010   | 18   | 14            |
| Sedicesimi   | 3 aprile 2011     | 16   | 14            |
| Ottavi       | 22 aprile 2011    | 8    | -             |
| Quarti       | 4 maggio 2011     | 4    | -             |
| Semifinali   | 24-25 maggio 2011 | 2    | -             |
| Finale       | 29 maggio 2011    | 1    | -             |

## Primo turno
| Squadra 1                         | Risultato | Squadra 2                     |
| --------------------------------- | --------- | ----------------------------- |
| Résidence Walferdange             | 3–0       | Excelsior Grevels             |
| Jeunesse Junglinster              | 7–0       | Red Boys Aspelt               |
| FC Ehlerange                      | 2–0       | Blo-Weiss Medernach           |
| Jeunesse Biwer                    | 9–2       | US Reisdorf                   |
| FC Rodange 91                     | 7–0       | US Moutfort/Medingen          |
| Les Ardoisiers Perlé              | 0–5       | CS Sanem                      |
| CS Bourscheid                     | 2–1       | Luna Obercorn                 |
| Vinesca Ehnen                     | 2–1       | Les Aiglons Dalheim           |
| SC Ell                            | 3–1       | Racing Troisvierges           |
| Red Star Merl/Belair              | 3–2 (dts) | AS Luxemburg/Porto            |
| US Boevange/Attert                | 4–3       | Jeunesse Sportive Koerich     |
| Berdenia Berburg                  | 10–0      | Sporting Beckerich            |
| Olympia Christmach/Waldbilling    | 2–1       | Rupensia Lusitanos Larochette |
| Les Amis de la Moselle Remerschen | 4–7       | FC Noertzange HF              |
| FC Red Black/Egalité 07           | 1–0       | Claravallis Clervaux          |
| ES Schouweiler                    | 5–1       | US Feulen                     |
| FC 47 Bastendorf                  | 2–3       | US Berdorf/Consdorf           |
| Racing Heiderscheid/Eschdorf      | 0–6       | Union Remich/Bous             |

## Secondo turno
| Squadra 1                     | Risultato           | Squadra 2                  |
| ----------------------------- | ------------------- | -------------------------- |
| FC Rodange 91                 | 1–0                 | Red Star Merl/Belaire      |
| FC Red Black/Egalité 07       | 2–0                 | Syra Mensdorf              |
| US Rambrouch                  | 2–3                 | Jeunesse Biwer             |
| Jeunesse Junglinster          | 5–2                 | Vinesca Ehnen              |
| Minière Lasauvage             | 1–1 (dts) (5-6 dtr) | FC Kopstal 33              |
| FC Noertzange HF              | 1–0                 | Yellow Boys Weiler-la-Tour |
| Alisontia Steinsel            | 1–2                 | FC Ehlerange               |
| CS Bourscheid                 | 8–1                 | Jeunesse Useldange         |
| SC Ell                        | 1–2                 | Résidence Walferdange      |
| Berdenia Berburg              | 14–2                | US Folschette              |
| CS Sanem                      | 3–0 (w/o)           | Kischpelt Wilwerwiltz      |
| Union Remich/Bous             | 0–4                 | FC Lorentzweiler           |
| FC Brouch                     | 3–2                 | Jeunesse Gilsdorf          |
| US Berdorf/Consdorf           | 2–1                 | Blo-Weiss Itzig            |
| ES Schouweiler                | 2–1                 | Titus Lamadelaine          |
| Olympia Christnach/Waldbillig | 3–0                 | US Boevange/Attert         |

## Terzo turno
| Squadra 1                     | Risultato     | Squadra 2                            |
| ----------------------------- | ------------- | ------------------------------------ |
| FC UNA Strassen               | 4–1           | FC Ehlerange                         |
| FC Schifflingen 95            | 3–2           | FC Munsbach                          |
| AS Hosingen                   | 2–1           | US Esch                              |
| Sporting Bettemburg           | 2–3           | AS Colmar-Berg                       |
| FC Noertzange HF              | 2–1           | ES Schouweiler                       |
| AS Wincrange                  | 2–3           | Sporting Mertzig                     |
| Atert Bissen                  | 5–1           | FC Kopstal 33                        |
| The Belval Belvaux            | 5–0           | Jeunesse Biwer                       |
| ES Clemency                   | 0–2           | Tricolore Gasperich                  |
| Sporting Bertrange            | 2–3           | Union Mertert/Wasserbillig           |
| Jeunesse Junglinster          | 3–1           | FC Lorentzweiler                     |
| Marisca Mersch                | 6–3           | FC Brouch                            |
| US Sandweiler                 | 2–3           | CS Muhlenbach/Lusitanos              |
| FC Rodange 91                 | 4–4 (8-6 dtr) | Daring Echternach                    |
| FC Pratzerthal/Rédange        | 0–1           | Jeunesse Schieren                    |
| FF Norden 02                  | 1–4           | FC Flaxweiler/Beyren Udinesina       |
| FC Kehlen                     | 3–0           | Alliance Aischdall Hobscheid/Eischen |
| Olympia Christnach/Waldbillig | 1–2           | US Berdorf/Consdorf                  |
| FC Cebra 01                   | 1–2           | CS Sanem                             |
| Berdenia Berburg              | 4–2           | FC Red Black/Egalité 07              |
| Résidence Walferdange         | 4–5           | FC Mamer 32                          |
| CS Bourscheid                 | 2–0           | Orania Vianden                       |

## Quarto turno
| Squadra 1                           | Risultato           | Squadra 2                      |
| ----------------------------------- | ------------------- | ------------------------------ |
| FC Koeppchen Wormeldange            | 2–4                 | US Rumelange                   |
| US Berdorf/Consdorf                 | 1–4                 | The Belval Belvaux             |
| CS Bourscheid                       | 0–2                 | Jeunesse Junglinster           |
| CS Sanem                            | 3–1                 | Young Boys Diekirch            |
| AS Colmar-Berg                      | 2–4                 | SC Steinfort                   |
| FC Green Boys 77 Harlange-Tarchamps | 0–1                 | Union Mertert/Wasserbillig     |
| Union 05 Kayl-Tétange               | 9–0                 | Tricolore Gasperich            |
| FC Avenir Beggen                    | 5–3 (dts)           | FC Erpeldange 72               |
| FC Minerva Lintgen                  | 0–2                 | Jeunesse Schieren              |
| CS Muhlenbach/Lusitanos             | 3–2                 | FC Schifflingen 95             |
| Berdenia Berburg                    | 0–3                 | FC Mamer 32                    |
| CS Oberkorn                         | 1–2                 | FC Kehlen                      |
| FC Victoria Rosport                 | 0–0 (dts) (5-7 dtr) | FC Flaxweiler/Beyren Udinesina |
| Sporting Mertzig                    | 2–0                 | FC Noertzange HF               |
| US Hostert                          | 5–0                 | AS Hosingen                    |
| FC Mondercange                      | 2–0                 | FC Rodange 91                  |
| Atert Bissen                        | 4–5                 | FC UNA Strassen                |
| US Mondorf-les-Bains                | 5–2                 | Marisca Mersch                 |

## Sedicesimi di finale
| Squadra 1                      | Risultato           | Squadra 2                  |
| ------------------------------ | ------------------- | -------------------------- |
| CS Sanem                       | 0–2                 | FC Jeunesse Canach         |
| US Mondorf-les-Bains           | 2–2 (dts) (2-5 dtr) | FC Progrès Niedercorn      |
| Jeunesse Junglinster           | 0–2                 | CS Fola Esch               |
| FC UNA Strassen                | 0–1 (dts)           | F91 Dudelange              |
| US Hostert                     | 3–5                 | FC RM Hamm Benfica         |
| Jeunesse Schieren              | 2–4 (dts)           | FC Differdange 03          |
| Sporting Mertzig               | 0–3                 | FC Swift Hesperange        |
| FC Mondercange                 | 0–3                 | FC Etzella Ettelbruck      |
| FC Avenir Beggen               | 0–3                 | Racing FC Union Luxembourg |
| FC Flaxweiler/Beyren Udinesina | 3–3 (dts) (6-5 dtr) | CS Pétange                 |
| FC Mamer 32                    | 1–3                 | CS Grevenmacher            |
| Union 05 Kayl-Tétange          | 1–0                 | CS Muhlenbach/Lusitanos    |
| The Belval Belvaux             | 0–1                 | US Rumelange               |
| FC Kehlen                      | 1–6                 | UN Käerjéng 97             |
| Union Mertert/Wasserbillig     | 0–1                 | Jeunesse Esch              |
| SC Steinfort                   | 3–1                 | FC Wiltz 71                |

## Ottavi di finale
| Squadra 1                      | Risultato | Squadra 2                  |
| ------------------------------ | --------- | -------------------------- |
| FC Flaxweiler/Beyren Udinesina | 1–2 (dts) | Union 05 Kayl-Tétange      |
| FC Etzella Ettelbruck          | 1–2       | CS Fola Esch               |
| FC Progrès Niedercorn          | 2–3 (dts) | Racing FC Union Luxembourg |
| UN Käerjéng 97                 | 0–2       | CS Grevenmacher            |
| FC Differdange 03              | 3–1       | FC RM Hamm Benfica         |
| F91 Dudelange                  | 2–1       | FC Swift Hesperange        |
| US Rumelange                   | 0–2       | FC Jeunesse Canach         |
| SC Steinfort                   | 1–4       | Jeunesse Esch              |

## Quarti di finale
| Squadra 1                  | Risultato | Squadra 2          |
| -------------------------- | --------- | ------------------ |
| CS Fola Esch               | 1–2       | F91 Dudelange      |
| FC Differdange 03          | 5–0       | FC Jeunesse Canach |
| Union 05 Kayl-Tétange      | 1–4       | Jeunesse Esch      |
| Racing FC Union Luxembourg | 4–1       | CS Grevenmacher    |

## Semifinali
| Squadra 1                  | Risultato | Squadra 2         |
| -------------------------- | --------- | ----------------- |
| Jeunesse Esch              | 0–2       | F91 Dudelange     |
| Racing FC Union Luxembourg | 0–2       | FC Differdange 03 |

## Finale
| Luxembourg City 20 maggio 2011, ore 17:00 CEST | F91 Dudelange | 0 – 1 | FC Differdange 03 | Stadio Josy Barthel |